# الیزابت گوتیرز
الیزابت گوتیرز نوارز (به انگلیسی: Elizabeth Gutierrez Nevárez) مدل و بازیگر سینما است که در ۱ آوریل ۱۹۷۹ زاده شد. ملیت او مکزیکی-آمریکایی است. او در فیلم نقاب آنالیا در نقش آنالیا و فیلم روح النا در نقش النا لافه نقش ایفا کرده است. همچنین وی مالک شرکت Ely Beauty است، که به همراه Cassia Cardos راه اندازی شده است.